# Одержимість (фільм, 2014)
«Одержимість» (англ. Whiplash, дослівно удар батогом) — американська музична драма режисера і сценариста Дам'єна Шазеля, що вийшов на екрани в 2014 році. У головних ролях Майлз Теллер, Дж. К. Сіммонс.
Вперше фільм продемонстрували 16 січня 2014 року в США на кінофестивалі «Санденс». В Україні показ фільму відбувся 22 січня 2015 року.
На 1 березня 2024 року фільм займав 42-гу позицію у списку 250 найкращих фільмів за версією IMDb.

## Сюжет
Молодий і перспективний ударник Ендрю мріє стати відомим музикантом. Задля цього він вступає до Шафферської консерваторії, де його потенціал береться втілювати у життя викладач Теренс Флетчер.

## Творці фільму

### Знімальна група
Кінорежисер — Дам'єн Шазель, сценаристом був Дам'єн Шазель, кінопродюсерами — Джейсон Блум, Гелен Естабрук, Девід Ланкастер і Мішель Литвак, виконавчі продюсери — Жанетт Брілл, Джейсон Рейтман, Купер Самуельсон і Ґарі Майкл Волтерс. Композитор: Джастін Гурвіц, кінооператор — Шерон Меїр, кіномонтаж: Том Крос. Підбір акторів — Террі Тейлор, художник-постановник: Мелані Джонс, артдиректор: Гантер Браун, художник-костюмер — Ліза Норсія.

### У ролях
| Актор           | Персонаж                              | Роль                             |
| --------------- | ------------------------------------- | -------------------------------- |
| Майлз Теллер    | Ендрю Нейман англ. Andrew Neiman      | 19-річний джазовий ударник       |
| Дж. К. Сіммонс  | Теренс Флетчер англ. Terence Fletcher | голова Шафферської консерваторії |
| Пол Райзер      | Містер Нейман англ. Mr. Neiman        | батько Ендрю                     |
| Мелісса Бенойст | Ніколь англ. Nicole                   | студентка коледжу, дівчина Ендрю |
| Остін Стовелл   | Раян англ. Ryan                       | ударник у групі Ендрю            |
| Кріс Малкі      | Френк англ. Frank                     | дядько Ендрю                     |
| Джейсон Блер    | Тревіс англ. Travis                   | двоюрідний брат Ендрю            |

## Сприйняття

### Критика
Фільм отримав позитивні відгуки: Rotten Tomatoes дав оцінку 96 % на основі 186 відгуків від критиків (середня оцінка 8,6/10) і 96 % від глядачів зі середньою оцінкою 4,5/5 (22,419 голосів). Загалом на сайті фільм має позитивний рейтинг, фільму зарахований «стиглий помідор» від кінокритиків і «попкорн» від глядачів, Internet Movie Database — 8,8/10 (12 187 голосів), Metacritic — 87/100 (46 відгуків критиків) і 8,4/10 від глядачів (110 голосів). Загалом на цьому ресурсі від критиків і від глядачів фільм отримав позитивні відгуки.

### Касові збори
Під час показу у США, що розпочався 10 жовтня 2014 року, протягом першого тижня фільм показали у 6 кінотеатрах і він зібрав 135,388 $, що на той час дозволило йому зайняти 34 місце серед усіх прем'єр. Станом на 28 грудня 2014 року показ триває 80 днів (11,4 тижня). За це час фільм зібрав у прокаті у США 5,457,900 $ (за іншими даними 5,457,872 $), а у решті світу 901,092 $, тобто загалом 6,358,992 $ (за іншими даними 6,358,964 $) при бюджеті 3,3 млн $.

## Нагороди та номінації
| Рік  | Нагорода                | Категорія                            | Номінант                                      | Результат |
| ---- | ----------------------- | ------------------------------------ | --------------------------------------------- | --------- |
| 2015 | Премія «Золотий глобус» | Найкраща чоловіча роль другого плану | Джонатан Кімбл Сіммонс                        | Номінація |
| 2015 | Премія «Оскар»          | Найкращий фільм                      | Джейсон Блюм, Хелен Естабрук, Девід Ланкастер | Номінація |
| 2015 | Премія «Оскар»          | Найкраща чоловіча роль другого плану | Джонатан Кімбл Сіммонс                        | Перемога  |
| 2015 | Премія «Оскар»          | Найкращий адаптований сценарій       | Дам'єн Шазель                                 | Номінація |
| 2015 | Премія «Оскар»          | Найкращий монтаж                     | Том Кросс                                     | Перемога  |
| 2015 | Премія «Оскар»          | Найкращий звук                       | Крег Манн, Бен Вілкінз, Томас Керлі           | Перемога  |

### Виноски
1. 1 2  Whiplash: Release Info (англ.). Internet Movie Database. Процитовано 4 січня 2015.
2. 1 2  Одержимість. Kino-teatr.ua. Процитовано 4 січня 2015.
3. 1 2 3 4 5  Whiplash (англ.). Box Office Mojo. Процитовано 4 січня 2015.
4. 1 2 3 4 5  Whiplash (англ.). The-numbers.com. Процитовано 4 січня 2015.
5. 1 2  Whiplash (англ.). Internet Movie Database. Процитовано 4 січня 2015.
6. ↑  Whiplash: Full Cast & Crew (англ.). Internet Movie Database. Процитовано 4 січня 2015.
7. ↑  Whiplash (англ.). Rotten Tomatoes. Процитовано 4 січня 2015.
8. ↑  Whiplash (англ.). Metacritic. Процитовано 4 січня 2014.